# Adrien Backscheider
Adrien Backscheider (Metz, 7 agosto 1992) è un fondista francese.

## Biografia
Ha esordito in Coppa del Mondo il 19 gennaio 2013 a La Clusaz (35°), ai Giochi olimpici invernali a Soči 2014 (43° nella 15 km) e ai Campionati mondiali a Falun 2015, dove ha vinto la medaglia di bronzo nella staffetta e si è classificato 19º nello skiathlon. Ai XXIII Giochi olimpici invernali di Pyeongchang 2018 ha vinto la medaglia di bronzo nella staffetta e si è classificato 17º nella 15 km; l'anno successivo ai Mondiali di Seefeld in Tirol ha vinto la medaglia di bronzo nella staffetta ed è stato 9º nella 50 km e 8º nello skiathlon, mentre a quelli di Oberstdorf 2021 si è classificato 22º nella 15 km. Ai XXIV Giochi olimpici invernali di Pechino 2022 si è piazzato 34º nella 50 km.

## Palmarès

### Olimpiadi
- 1 medaglia: 
  - 1 bronzo (staffetta a Pyeongchang 2018)

### Mondiali
- 2 medaglie:
  - 2 bronzi (staffetta a Falun 2015; staffetta a Seefeld in Tirol 2019)

### Coppa del Mondo
- Miglior piazzamento in classifica generale: 32º nel 2020